# Monophrynium fasciculatum
Monophrynium fasciculatum là một loài thực vật có hoa trong họ Marantaceae. Loài này được (C.Presl) K.Schum. mô tả khoa học đầu tiên năm 1902.